# Hollyvilla (Kentucky)
Hollyvilla es una ciudad ubicada en el condado de Jefferson en el estado estadounidense de Kentucky. En el Censo de 2010 tenía una población de 537 habitantes y una densidad poblacional de 608,03 personas por km².

## Geografía
Hollyvilla se encuentra ubicada en las coordenadas 38°5′33″N 85°44′53″O / 38.09250, -85.74806. Según la Oficina del Censo de los Estados Unidos, Hollyvilla tiene una superficie total de 0.88 km², de la cual 0.88 km² corresponden a tierra firme y (0%) 0 km² es agua.

## Demografía
Según el censo de 2010, había 537 personas residiendo en Hollyvilla. La densidad de población era de 608,03 hab./km². De los 537 habitantes, Hollyvilla estaba compuesto por el 97.39% blancos, el 1.86% eran afroamericanos, el 0% eran amerindios, el 0% eran asiáticos, el 0% eran isleños del Pacífico, el 0.19% eran de otras razas y el 0.56% pertenecían a dos o más razas. Del total de la población el 1.12% eran hispanos o latinos de cualquier raza.